# Острицкая сельская община
Острицкая сельская община (укр. Острицька сільська громада) — территориальная община в Черновицком районе Черновицкой области Украины.
Административный центр — село Острица.
Население составляет 14047 человек. Площадь — 107,5 км².
В соответствии с распоряжением Кабинета Министров Украины от 12 июня 2020 года, в состав общины вошла территория Великобудского (без села Крупянское), Годыновского, Горбовского, Острицкого и Цуренского сельских советов упразднённого Герцаевского района

## Населённые пункты
В состав общины входит 10 сёл:
- Острица
- Великобудский старостинский округ:
  - Великая Буда
  - Малая Буда
- Годыновский старостинский округ:
  - Годыновка
  - Луковица
- Горбовский старостинский округ:
  - Банчены
  - Горбова
- Цуренский старостинский округ:
  - Маморница
  - Маморница Вама
  - Цурень